# الانیا والسزیا
الانیا والسزیا (به ایتالیایی: Alagna Valsesia) یک سکونتگاه مسکونی در ایتالیا است که در استان ورسلی واقع شده‌است.

## خصوصیات
الاگنا والسیا ۷۲ کیلومتر مربع مساحت و ۴۳۱ نفر جمعیت دارد و ۱٬۱۵۴ متر بالاتر از سطح دریا واقع شده‌است.

## نگارخانه

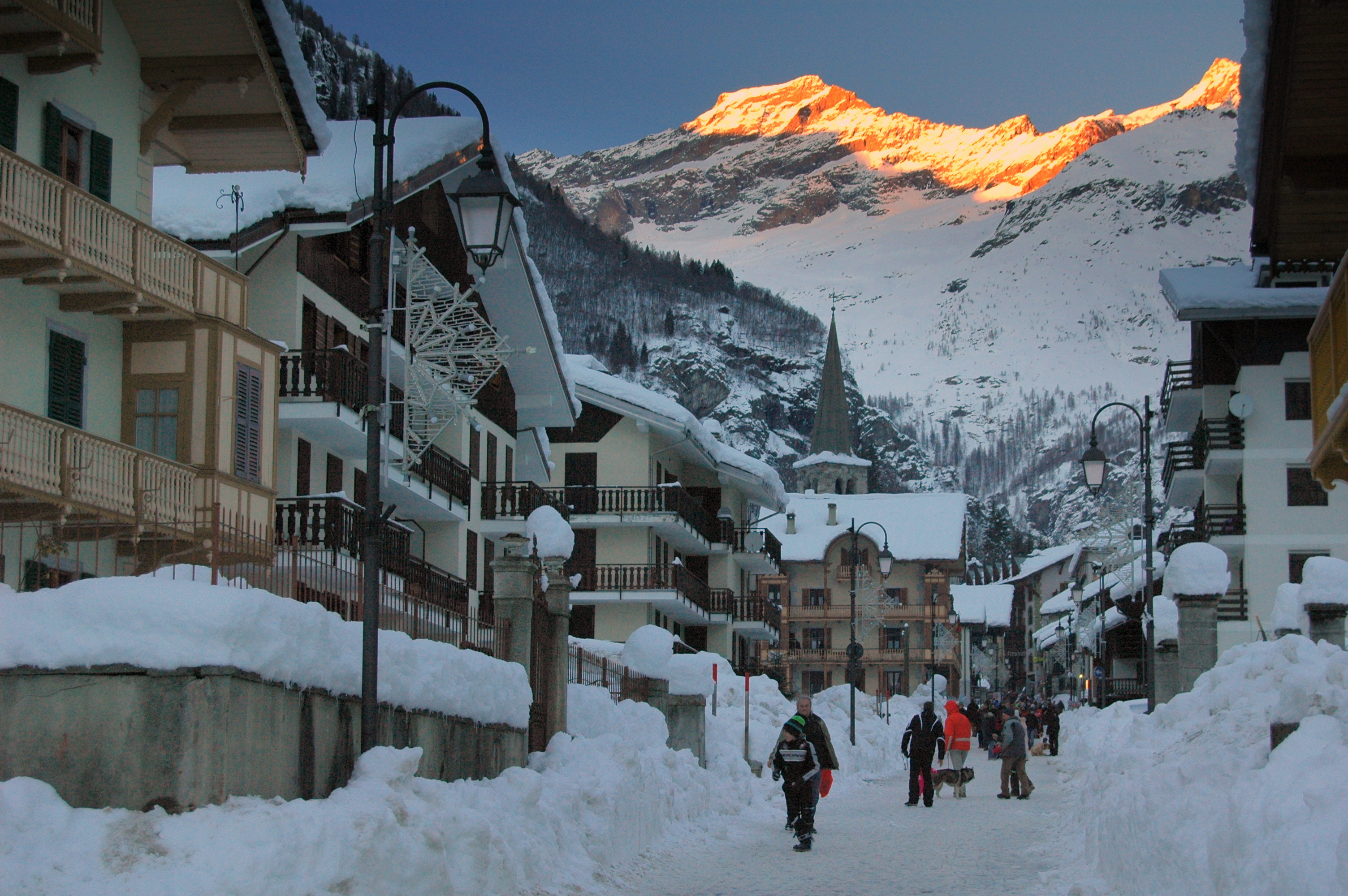
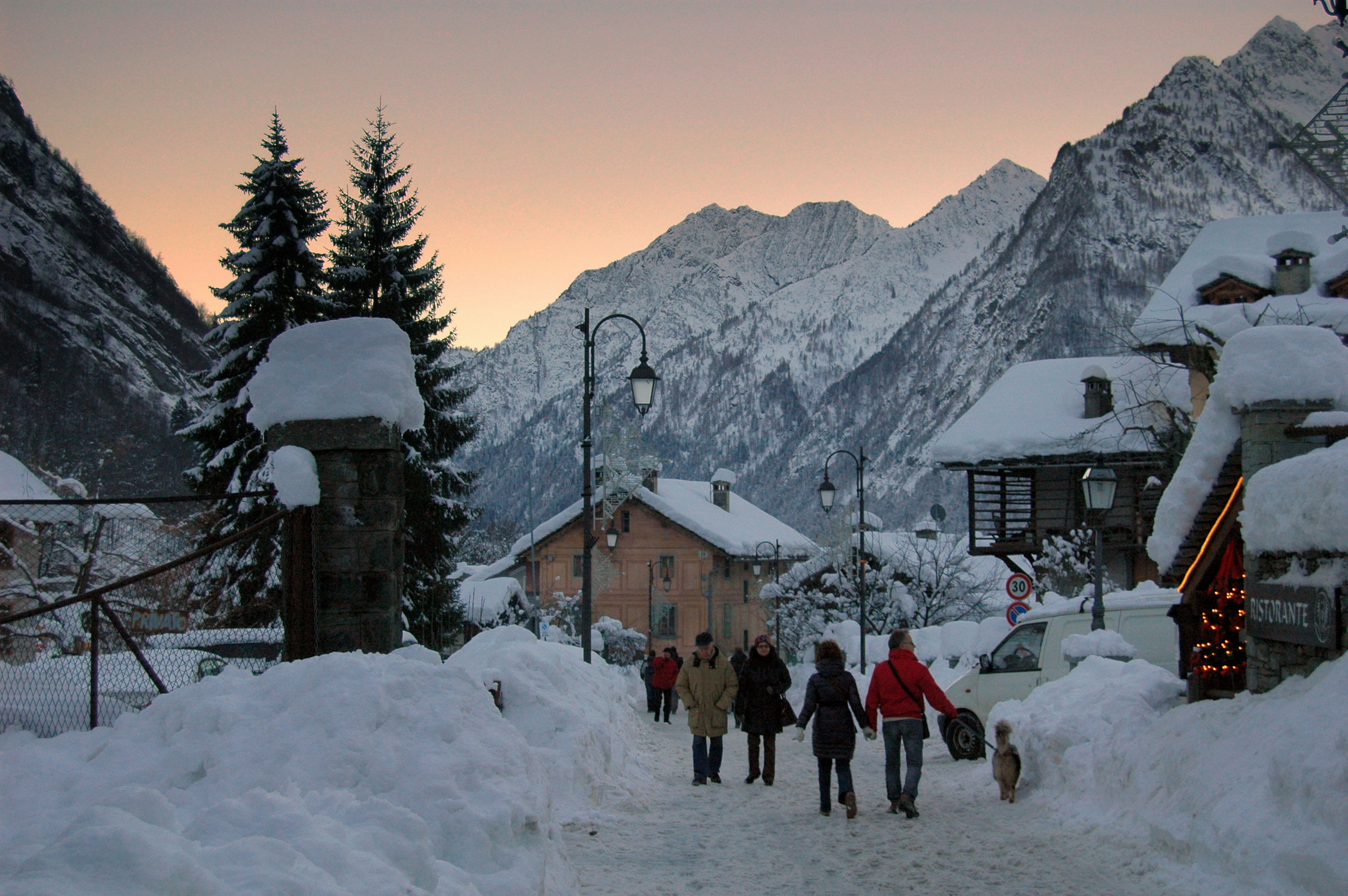
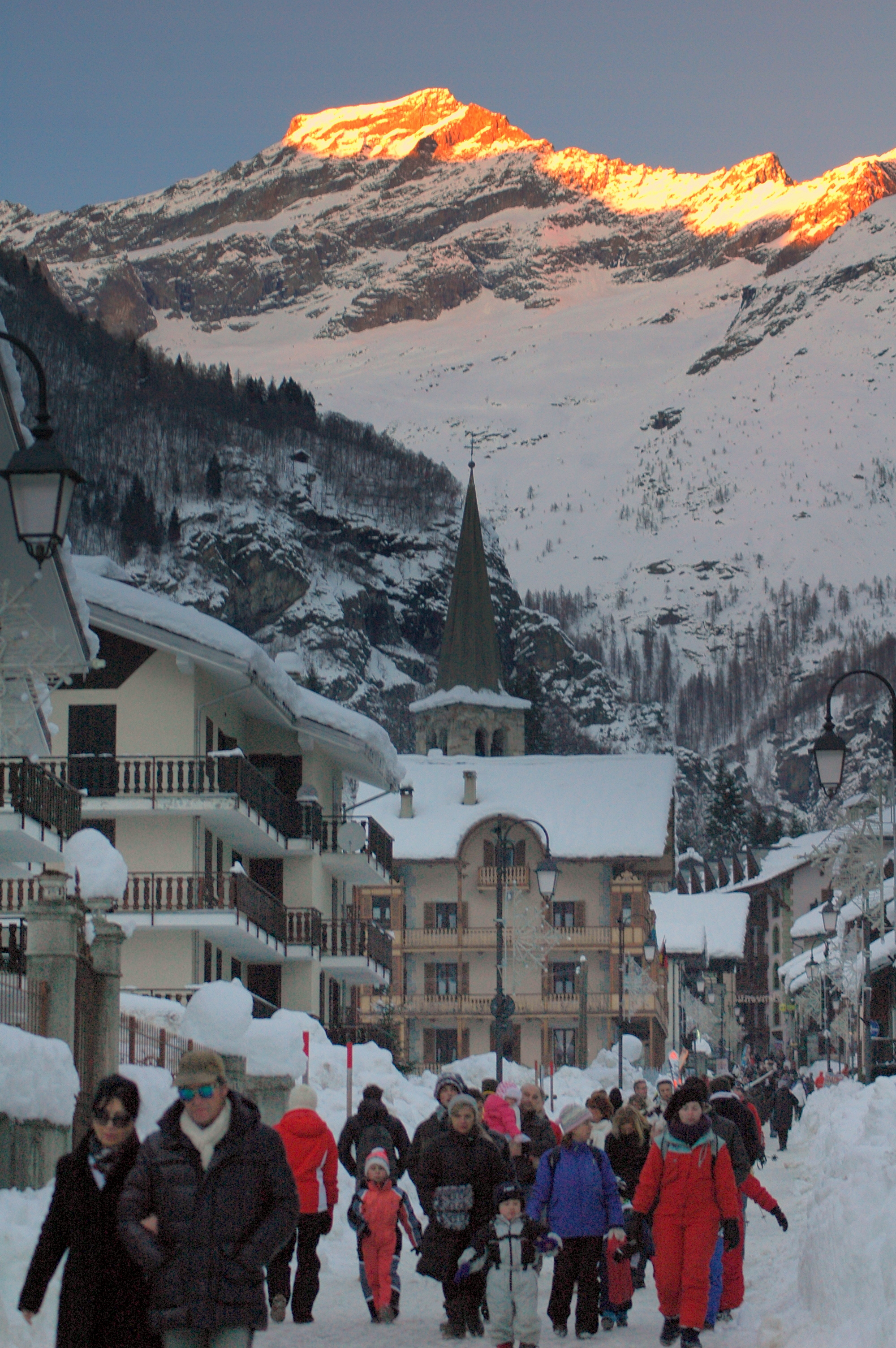
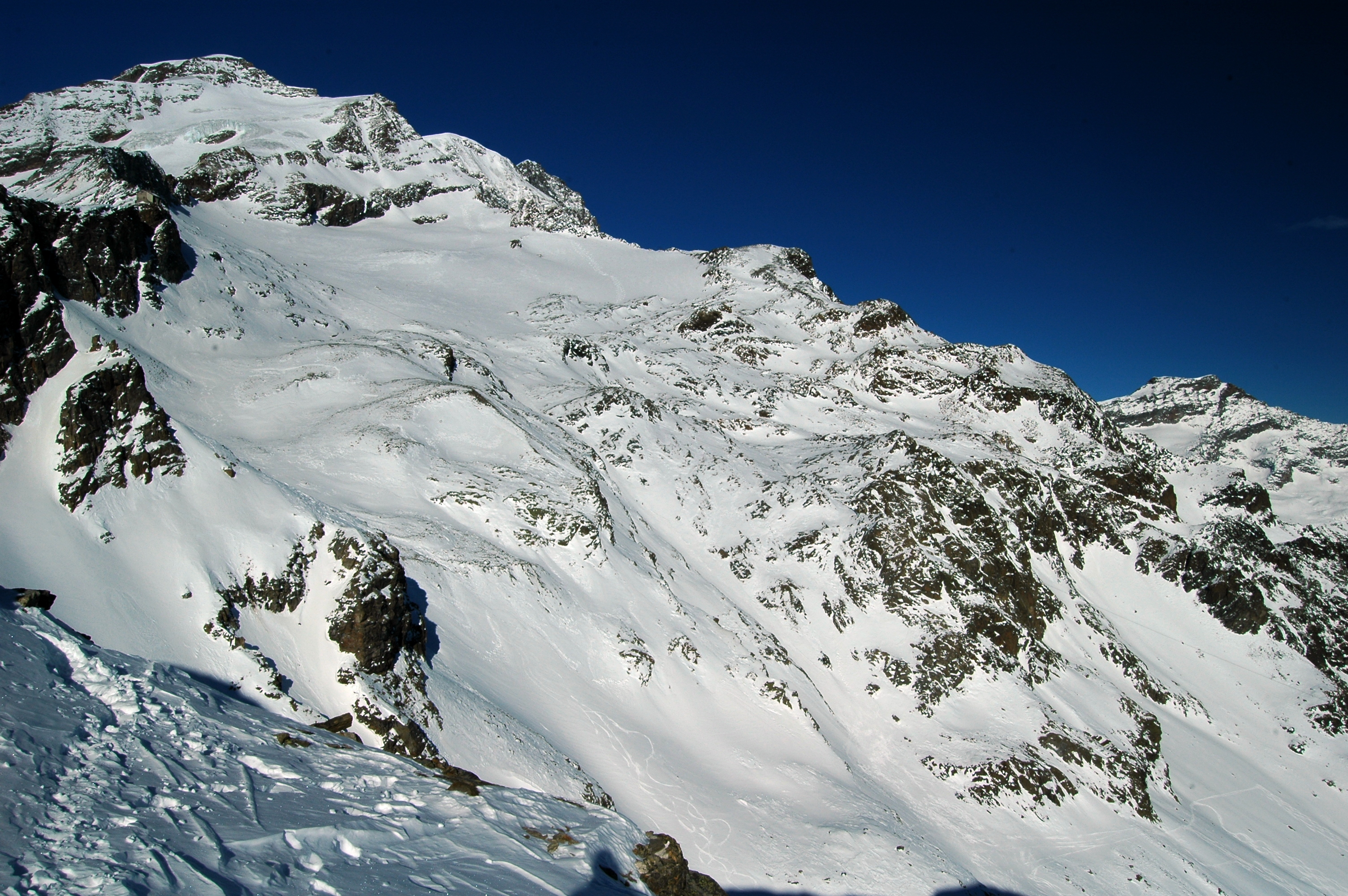